# Milanów (gemeente)
De gemeente Milanów is een landgemeente in het Poolse woiwodschap Lublin, in powiat Parczewski.
De zetel van de gemeente is in Milanów.
Op 30 juni 2004 telde de gemeente 4171 inwoners.

## Oppervlakte gegevens
In 2002 bedroeg de totale oppervlakte van gemeente Milanów 116,64 km², waarvan:
- agrarisch gebied: 75%
- bossen: 18%

De gemeente beslaat 12,24% van de totale oppervlakte van de powiat.

## Demografie
Stand op 30 juni 2004:
| Omschrijving                   | Totaal | Totaal | Vrouwen | Vrouwen | Mannen | Mannen |
| ------------------------------ | ------ | ------ | ------- | ------- | ------ | ------ |
| eenheid                        | aantal | %      | aantal  | %       | aantal | %      |
| inwoners                       | 4171   | 100    | 2078    | 49,8    | 2093   | 50,2   |
| bevolkingsdichtheid (inw./km²) | 35,8   | 35,8   | 17,8    | 17,8    | 17,9   | 17,9   |

In 2002 bedroeg het gemiddelde inkomen per inwoner 1273,6 zł.
In 2003 werden er 52 kinderen geboren, 56 mensen overleden, en het migratietekort was 62 personen, zodat de bevolking met 66 personen afnam.

## Administratieve plaatsen (sołectwo)
Cichostów, Czeberaki, Kopina, Kostry, Milanów, Okalew, Radcze, Rudno (sołectwa: Rudno I, Rudno II en Rudno III), Rudzieniec, Zieleniec

## Aangrenzende gemeenten
Jabłoń, Komarówka Podlaska, Parczew, Siemień, Wisznice, Wohyń